# Знотиньш, Каспарс
Каспарс Знотиньш (латыш. Kaspars Znotiņš; род. 7 октября 1975 года, Елгава) — советский и латвийский актёр. Киноактер игровых фильмов. Актёр года 2010 за роль в «Ziedonis un visums».

## Биография
До 1997 года играл в Новом Рижском театре. Актёр Латвийского национального театра и театра Дайлес.
Снялся в фильмах: Возвращение сержанта Лапиньша (2010), Охота (2009), Горькое вино (2007), Летнее безумие (2007), Мистерия старой управы (2000).
Дети - Emīls, Rūta, Krišs и Zīle.